# Паркер, Джон, 1-й граф Морли
Джон Паркер, 1-й граф Морли (англ. John Parker, 1st Earl of Morley; 3 мая 1772 — 14 марта 1840) — британский пэр и политик. Он был известен как 2-й барон Борингдон с 1788 по 1815 год.

## Происхождение
Родился 3 мая 1772 года. Единственный сын Джона Паркера, 1-го барона Борингдона (1735—1788), и его второй жены Терезы Робинсон (1745—1775), дочери Томаса Робинсона, 1-го барона Грэнтэма. Его мать умерла, когда ему было три года, а отец, когда ему было пятнадцать. Его родители наняли архитектора Роберта Адама для завершения интерьера Салтрам-хауса, перестроенного его собственным отцом Джоном Паркером как один из величайших домов в Девоне. Семья Паркеров приобрела известность в середине XVI века как судебные приставы поместья Норт-Молтон, (Девон), под руководством барона Зуша из Харингворта.

## Образование
Он получил образование на местном уровне в Плимптонской гимназии (которую также посещал друг его отца, художник сэр Джошуа Рейнольдс (1723—1792), в нескольких минутах ходьбы от Салтрам-хауса и в Крайст-Черч в Оксфорде.

## Карьера
Лорд Морли занял свое место в Палате лордов в свой 21-й день рождения в 1793 году. Он был активным членом Палаты лордов, первоначально поддерживая политику правительства до смерти Уильяма Питта Младшего в 1806 году. После смерти Питта он поддерживал Джорджа Каннинга, с которым он много лет переписывался по политическим вопросам.
19 ноября 1815 года для него были созданы титулы виконта Борингдона из Норт-Молтона в графстве Девон и графа Морли в графстве Девон. После смерти Джорджа Каннинга в 1827 году он начал поддерживать вигов и проголосовал за Закон о Великой реформе 1832 года. Помимо участия в национальной политике, лорд Морли также активно помогал общественным работам в своем родном графстве Девон и был членом Королевского общества. Он сделал лишь незначительные дополнения к семейному дому в Салтраме, включая крыльцо и расширение библиотеки, в 1818—1820 годах.

## Брак и дети
Морли был женат дважды. 20 июня 1804 года он женился первым браком на леди Огасте Фейн (? — 17 марта 1786), второй дочери Джона Фейна, 10-го графа Уэстморленда (1759—1841), с которой он развелся по акту парламента в 1809 году, после чего она снова вышла замуж за сэра Артура Пэджета (1771—1840) . От первой жены у него был сын, который умер молодым:
- Генри Вильерс Паркер, виконт Борингдон (28 мая 1806 — 1 ноября 1817)

23 августа 1809 года он женился вторым браком на Фрэнсис Толбот (1782 — 6 декабря 1857), единственной дочери Томаса Толбота из Гонвилля и Уаймондхема, от которой у него были сын и одна дочь:
- Эдмунд Паркер, 2-й граф Морли (10 июня 1810 — 28 апреля 1864), единственный сын и наследник, будущий лорд королевы Виктории[8].
- Кэролайн Паркер (1814—1818).

## Смерть
Лорд Морли умер в своей резиденции в Салтрам-Хаусе в марте 1840 года в возрасте 67 лет, и ему наследовал его единственный сын Эдмунд Паркер, 2-й граф Морли (1810—1864).